# 1774 Kulikov
1774 Kulikov este un asteroid din centura principală, descoperit pe 22 octombrie 1968, de Tamara Smirnova.